# The Collector
The Collector è una serie televisiva canadese di genere sovrannaturale.
È stata prodotta per tre stagioni tra il 2004 e il 2006, con un totale di 40 episodi, dalla No Equal Entertainment.
In Italia, The Collector è stato trasmesso dai canali satellitari AXN e Fantasy, inclusi nel servizio pay-tv di Sky Italia. In chiaro da Telestudio, rete televisiva privata del Centro Italia, Videostar, rete televisiva lombarda, Telenorba 8, rete televisiva pugliese, da DI.TV, emittente emiliano-romagnola e da Rai 4.

## Trama
Nel 1348 D.C. il monaco Morgan Pym (Chris Kramer) si innamora di Katrina, ma questa muore di peste. Morgan vende allora l'anima al diavolo in cambio di dieci anni di vita con Katrina, ma al termine dei dieci anni Katrina muore di nuovo di peste. Il diavolo fa un accordo con Morgan: potrà continuare a restare sulla terra, ma dovrà raccogliere le anime di chi, come lui, aveva venduto l'anima al diavolo. La sua missione consiste nell'identificare la persona (definita "cliente" dal diavolo), informarla che mancano 48 ore al termine dei dieci anni per poi risucchiarne l'anima all'inferno.
Nel XXI secolo, Morgan incontra una giovane tossicodipendente, Maya, che gli ricorda Katrina e cerca in tutti i modi di aiutarla a disintossicarsi. Morgan desidera anche cambiare la sua condizione di emissario, così invoca il diavolo e riesce a modificare la sua missione: avrà la possibilità di passare le 48 ore con la persona prescelta per cercare di redimerla e quindi di salvarla dall'inferno. Durante le 48 ore però i clienti iniziano a perdere gradualmente i benefici del patto, cosa che li destabilizza molto: inoltre, Morgan dovrà fare in modo che il cliente non solo si penta, ma trovi anche la persona che ha danneggiato a causa del patto e rimedi a ciò che questa persona (il cliente) ha fatto.
Le persone con cui Morgan avrà a che fare non sempre saranno collaborative e non tutti i clienti riusciranno o vorranno redimersi, lasciando ogni puntata aperta fino alla fine.

## Episodi
| Stagione         | Episodi | Prima TV originale | Prima TV Italia |
| ---------------- | ------- | ------------------ | --------------- |
| Prima stagione   | 14      | 2004-2005          | 2005            |
| Seconda stagione | 13      | 2005               |                 |
| Terza stagione   | 13      | 2006               |                 |

## Personaggi e interpreti

### Personaggi principali
- Morgan Pym (stagioni 1-3), interpretato da Chris Kramer, doppiato da Francesco Bulckaen.
È il protagonista della serie. Nato a Norimberga nel 1322, entra in monastero in giovane età, desideroso di studiare le erbe officinali e servire Dio. Un giorno nota una bellissima popolana, Katrina, e si innamora perdutamente di lei. I due iniziano una storia clandestina, oppressi entrambi dai sensi di colpa. Katrina però muore a causa dell'epidemia di peste che imperversa nel villaggio.Il diavolo si presenta a Morgan per stipulare un accordo: in cambio della sua anima avrà altri 10 anni con la donna amata. Morgan e Katrina trascorrono gli anni successivi, viaggiando e conducendo una vita libera. Allo scadere del patto Morgan scopre di essere stato crudelmente ingannato: nel patto non era previsto che Katrina continuasse a vivere, così la donna si ammala di nuovo e muore definitivamente. 
Il diavolo ha sempre nutrito un grande interesse per Morgan, così propone allo stesso Morgan di diventare un suo emissario, un Collector, che dovrà raccogliere le anime di altri. Morgan inoltre viene sottoposto ad un duro addestramento volto ad indurirgli il cuore. Morgan è vivo e in parte ancora umano: prova sentimenti, non ha bisogno di bere, mangiare o dormire ma può farlo se lo desidera, non invecchia e non può morire, può essere ferito ma guarisce in pochi minuti o in pochi secondi a seconda della gravità della ferita, prova dolore fisico e può sentire gli effetti del freddo intenso (come scoprirà suo malgrado quando verrà rinchiuso in un congelatore). 
Nel XXI secolo incontra Maya e dopo averla conosciuta convince il diavolo a cambiare il suo ruolo di Collector; successivamente inizia con la donna una relazione piena di alti e bassi. Viene spesso importunato dalla giornalista Jeri Slate, a caccia di un grande scoop, e a volte da sua sorella Taylor che è incuriosita e attratta da lui. 
Attualmente abita a Vancouver, in Canada, e la sua copertura è di essere un collaboratore di una ditta di esportazioni. Abita in un piccolo appartamento ammobiliato in un grande condominio alla periferia della città ed è vicino di casa di Maya.
- Maya Kandinski (stagioni 1-3), interpretata da Carly Pope (stagione 1) e da Sonya Salomaa (stagioni 2-3), doppiata da Stella Musy.
Vicina di casa di Morgan, è una giovane donna con un'infanzia difficile alle spalle e non ha più contatti con i genitori, ma ogni tanto parla con il fratello minore, Ty, a cui è molto legata. Appena maggiorenne è scappata di casa, dandosi all'alcool e all'eroina, e si è mantenuta tramite furti e occasionalmente prostituendosi. Ha contratto l'HIV, ma è miracolosamente guarita (ad opera del diavolo).
Cerca di mantenersi sobria e pulita dopo aver conosciuto Morgan e dopo aver avuto questa seconda occasione, ma è sempre in bilico nel ricadere nelle sue dipendenze. Lavora nella tavola calda "Tommy's Diner" dove Morgan si reca spesso a mangiare. Ha un rapporto molto conflittuale con Morgan, di cui è innamorata, e non sa mai a che punto è la loro relazione. A metà della seconda stagione inizia una storia con il candidato Terry, ex assistente sociale, ma l'uomo viene ucciso. Nella terza stagione riprende gli studi e diventa molto amica di Taylor Slate.
- Jeri Slate (stagioni 1-3), interpretata da Ellen Dubin, doppiata da Pinella Dragani.
Giornalista del Vancouver Star, quasi quarantenne, vedova e con un figlio autistico, Gabriel, di circa 10 anni. Seguendo la scia di morti misteriose arriva a scoprire che il filo conduttore è Morgan e spesso gli sta alle costole, ma non riesce ad ottenere mai prove concrete, nemmeno dopo aver torchiato un fotografo del suo giornale (che è uno dei clienti di Morgan). Il suo interesse professionale però si trasforma in una vera e propria ossessione al punto da trascurare il figlio e litigare con la sorella Taylor, e più di una volta ciò la mette in serio pericolo. In tutta la vita ha amato un solo uomo, il padre di Gabriel, che è morto in un incidente d'auto.
- Taylor Slate (stagioni 2-3), interpretata da Christine Chatelain.
Sorella minore di Jeri, ha circa trent'anni, cambia spesso lavoro, è una donna allegra e molto legata a Jeri e Gabriel. È incuriosita da Morgan e non condivide i sospetti di Jeri. Durante la terza stagione si occupa del nipote e diventa più responsabile, diventa molto amica di Maya e le due donne si supportano a vicenda. Inizia una bella storia d'amore con Ty e cerca di convincerlo a trasferirsi a Vancouver in pianta stabile.
- Gabriel "Gabe" Slate (stagioni 1-3), interpretato da Aidan Drummond.
Figlio di Jeri, non ha mai conosciuto il padre, che ha visto solo in un filmato familiare e alcune foto. È autistico e frequenta una scuola speciale, non parla, ma disegna sempre. È mite e tranquillo, ma ogni tanto ha delle convulsioni. Ha una strana connessione con Morgan e i suoi clienti e spesso disegna scene inquietanti collegate con ciò che sta succedendo.
- Katrina (stagioni 1-3), interpretata da Ona Grauer, doppiata da Emanuela D'Amico.
Giovane e bellissima popolana, lavora come domestica in una casa vicino al convento di Morgan. Ha notato l'uomo mentre suonava le campane della chiesa e se ne è subito innamorata. Non riesce a resistere alla sua attrazione per Morgan e i due diventeranno in breve tempo amanti clandestini. Dopo essere guarita dalla peste (in realtà resuscitata dal diavolo) lei e Morgan si allontanano dalla città e girovagano per la Germania per i successivi dieci anni, vivendo appieno il loro amore. 
Di indole buona ed altruista, aiuta e soccorre il prossimo e spesso si occupa dei malati di peste che incontra. Crede di essere stata guarita da Morgan e prega il compagno di aiutare gli altri come ha aiutato lei, quando Morgan le fa capire che non è possibile attribuisce la sua guarigione alla misericordia divina, che ha risparmiato lei, anche se peccatrice. Ha un fratello, un soldato che ha partecipato alle crociate, e che è molto protettivo con lei. 
Muore per la seconda volta alla scadenza del patto. Il Diavolo lascia spesso intendere che l'anima della donna sia finita all'inferno, sia perché la donna ha sedotto un monaco devoto (Morgan), portandolo alla perdizione, sia perché è stata resuscitata da una forza oscura e questo ne avrebbe corrotto l'anima. Morgan ha consultato negli anni tantissimi indovini e spiritisti, ma non è mai riuscito a contattare la donna e non sa che fine possa aver fatto.
- Il Diavolo/Narratore (stagioni 1-3), interpretato principalmente da Colin Cunningham, doppiato da Sergio Di Stefano. 
Padrone di Morgan, si diverte a giocare con gli esseri umani con cui stipula dei patti di durata di dieci anni, in cui il cliente ottiene ciò che desidera in cambio della sua anima. In ogni puntata si presenta con un aspetto diverso possedendo per breve tempo chi gli capita a tiro oppure apparendo con le sembianze di persone defunte; l'unico modo per riconoscerlo è quando le sue iridi brillano di un color rosso fuoco. 
Ha sempre avuto un interesse particolare per Morgan, prodigandosi molto nella sua perdizione. Inoltre nei dieci anni del patto è comparso spesso per parlare o aiutare Morgan, a cui ha regalato anche 30 pezzi d'argento per sostentarsi nella sua vita con Katrina. Allo scadere del patto ha voluto che Morgan diventasse il suo primo Collector e lo ha istruito in modo da farlo diventare freddo e spietato. 
Nel XXI secolo si lascia convincere da Morgan a dare una possibilità ai clienti di redimersi, ma lo fa solo per divertimento. Lascia spesso intendere parecchie cose, ed è molto ambiguo, inganna spesso i clienti (così come ha ingannato Morgan) e con la sua dialettica cerca sempre di avere ragione. Pone delle regole, ma spesso le infrange a suo piacimento.

### Personaggi secondari
- Ty Kandinski (stagioni 2-3), interpretato da Jesse Moss.
Fratello minore di Maya e unico componente della famiglia con cui lei parli. Ha un buon rapporto con la sorella alla quale fa visita occasionalmente. Vorrebbe andare a vivere con Maya, ma teme che la sua vicinanza le ricordi gli abusi subiti in famiglia. Non si fida di Morgan anche se riconosce l'aiuto che ha dato a Maya in passato. Inizia una storia con Taylor Slate, ma non sa se trasferirsi definitivamente a Vancouver.
- Danny Hullstrom (stagioni 1-3), interpretato da Andrew Jackson, doppiato da Michele D'Anca.
Amico e collega di Jeri Slate, lavora come reporter al Vancouver Star. In passato aveva stipulato un patto col diavolo, ma riesce a redimersi grazie all'aiuto di Morgan. Successivamente aiuterà Morgan in diverse occasioni.

## Il portale
Il portale è un collegamento fra l'inferno e il mondo dei vivi che si apre per prendere un'anima dannata. Quando questo si apre, l'anima prescelta viene strappata dal corpo e risucchiata nel portale, lasciando solo il cadavere. Inizialmente si crede che solo un collector possa vedere questo portale. Per chi si trova nelle vicinanze, infatti, la presa di un'anima viene scambiata per un infarto o qualche altro evento fatale. In seguito, viene rivelato che il portale può essere visto anche da tutti coloro che hanno venduto l'anima al diavolo, come un'anteprima di ciò che accadrà quando il loro tempo sulla Terra sarà scaduto.

## Curiosità
- Morgan guida una moto sportiva di grossa cilindrata di cui è molto geloso e per sicurezza la parcheggia nel salotto di casa sua.
- Morgan ha un cellulare che mostra un conto alla rovescia sullo schermo; il conto corrisponde al tempo da vivere che resta al cliente.